# Гуньовський Олексій Данилович

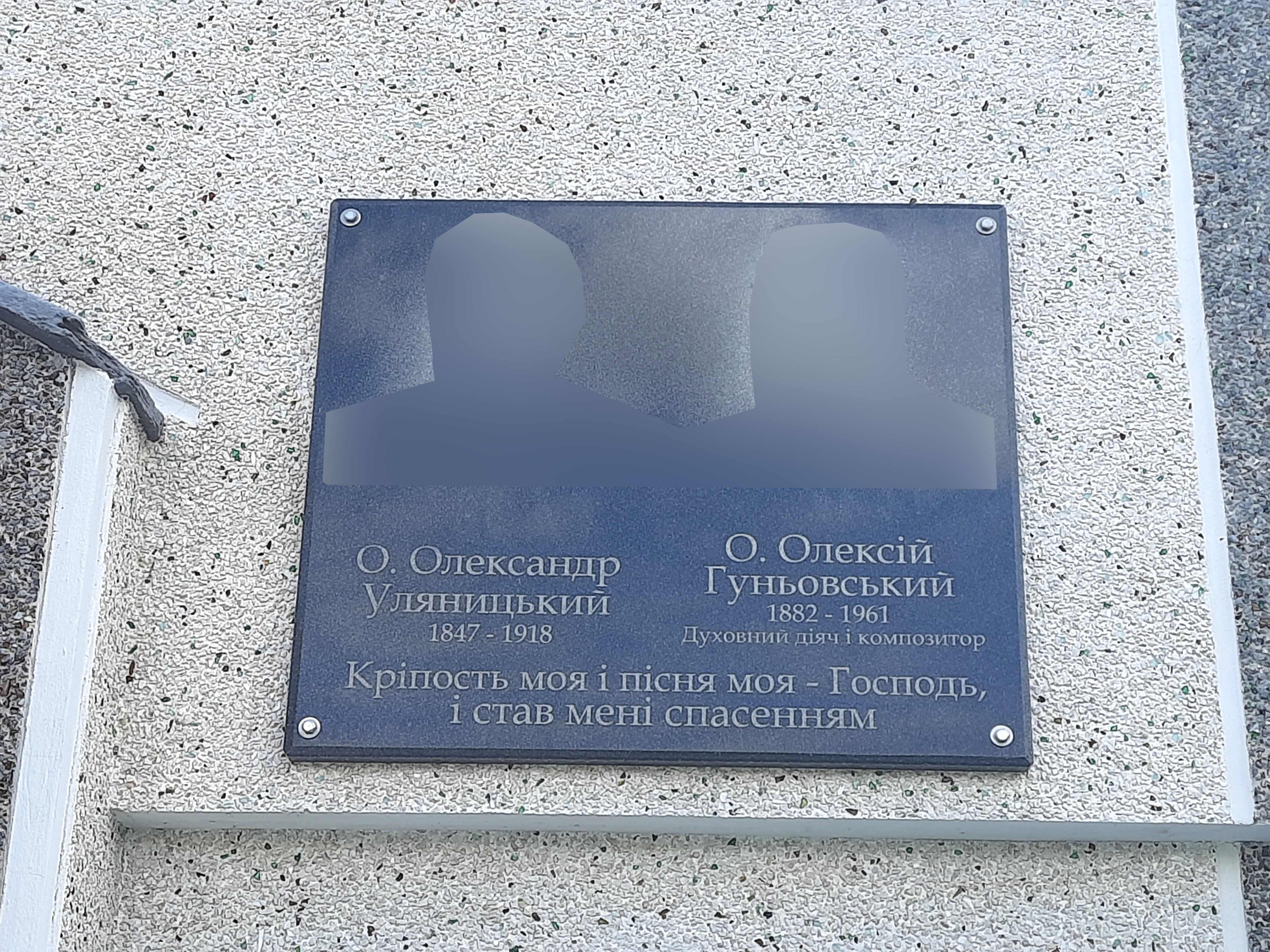
Меморіальна дошка священникам Олександрові Уляницькому та Олексію Гуньовському на фасаді церкви святого архистратига Михаїла в Ланівцях, де вони служили парохами.

Олексій Данилович Гуньовський (1882, с. Дідилів, Австро-Угорщина — травень 1961, м. Борщів, Тернопільська область) — український греко-католицький священник, композитор, громадський діяч, просвітник, політв'язень. Очільник Чортківської повітової національної ради ЗУНР.

## Життєпис
Олексій Гуньовський народився 1882 року в с. Дідилів, нині Новояричівської громади Львівського району Львівської области України.
Закінчив Львівську та Перемишльську духовні семінарії.
2 вересня 1906 року рукопокладений на священника єпископом Григорієм Хомишиним. Служив четвертим (1906—1909), третім (1909—1910) сотрудником катедри і катехитом у виділовій школі на Кнігинин-Гірці в м. Станиславів (нині Івано-Франківськ), від 1911 року — у м. Чорткові, де був сотрудником парафії Успенія Пресвятої Діви Марії та катехитом при учительській семінарії і приватній гімназії.
У період ЗУНР очолював Чортківську повітову національну раду.
1920 року призначений завідателем у с. Озерянах Скальського деканату. Від 1921 року був на парафії в с. Ланівцях, де заснував кооператив, драматичний гурток і мішаний хор «Просвіти».
24 листопада 1924 року наділений правом носити пелеринку, іменований містодеканом Скальським та ординованим шкільним комісаром.
Після початку утисків греко-католицької церкви підпільно проводив богослужіння на Івано-Франківщині. 1947 року заарештований Борщівським РВ МВС (ст. 54-10 КК УРСР). Згідно з постановою ОН при МДБ СРСР висланий у Сибір. Звільнений 1956 року і повернувся на захід України. Згодом проживав у м. Борщів.
Автор духовних пісень і колядок, був знайомим з українським письменником Богданом Лепким. Чудово грав на цитрі, для якої записував ноти.
Похований разом із дружиною в с. Ланівцях біля Борщева (за іншими даними — у Борщеві).

### Сім'я
У 1906 році одружився з Оленою Радзикевич, дочкою о. Олександра Радзикевича. Разом виховали семеро дітей: Надію, Богдана, Марію, Дарію, Софію, Володимира-Ростислава, Ганну (дружина сина о. Антонія Казновського — Степана).

## Вшанування пам'яті
На фасаді греко-католицької церкви святого архистратига Михаїла в Ланівцях встановлена пам'ятка дошка на честь о. Олександра Уляницького та о. Олексія Гуньовського.